# 崔領二
崔 領二（さい りょうじ、チェ・ヨンイ、최영이、1980年6月3日 - ）は、韓国のプロレスラー。大阪府大阪市出身。
実兄に総合格闘家のRYOがいる。

## 来歴
15歳でイギリスのハイスクールに留学。卒業後、オランダでジェラルド・ゴルドーの下で格闘技を習得した。日本に帰国後、プロレスリングZERO-ONEに入団し、2001年9月1日のイゴール・メインダート戦でプロレスデビューを果たした。
しかし2002年から2004年にかけて内臓疾患により長期欠場を余儀なくされ、遠征には帯同するものの練習生という扱いになり辛酸を舐める。そんな試合が出来ない間も出来る範囲でのトレーニングを欠かさず行うが、本来自分のパートナーである佐藤耕平が横井宏考とROWDYを結成するなど、欠場中の崔とこの二人との実力の差は開いてしまう。
2004年に復帰してからは佐藤耕平とのコンビも復活し、大谷晋二郎と田中将斗の炎武連夢をも倒しNWAインターコンチネンタルタッグ まで戴冠する活躍で復活する。復帰までの道のりは、精神的にかなり過酷なものだったが、大谷をはじめ、多くの人に支えられ乗り越えることができた。
またハッスルへも常連レスラーとして出場しており、ハッスル軍の一員として「ハッスル崔ボーグ」のニックネームを持っていた。しかし、2005年12月24日後楽園ホール開催のハッスル・ハウス・クリスマススペシャルで坂田亘、率いる坂田軍に入団、その後ハッスル軍残党と合流して新生ハッスル軍のNo.3となった。そのハッスルに於いて、他のレスラーが技（打撃系）を掛ける度にニックネーム（イニシャルに近い）で「C」とか「K」などと場内観客コールの飛び交う中で、ある日のタッグパートナーの石狩太一（現・タイチ）が試合前に「崔さんの場合“崔”って読めないから“ジャン”でいいんじゃないすか」と言われ、しばらく「ジャン」という歓声が飛び交った。
その後も若手の旗頭として大活躍をし、新日本プロレスとの抗争においては山本尚史という新しいライバルを見つけるがシングルマッチでは今のところ無敗である。2005年と2006年には火祭りにも出場しており、2006年の方は兄貴分の佐藤耕平に勝利をする殊勲も収めた。そしてA・B両グループを通じて崔は唯一トップの勝ち点6で予選リーグを通過（崔はBグループ。Aグループは勝ち点5で4人（大谷晋二郎・田中将斗・村上和成・吉江豊）が横一線で並び、4WAYマッチで田中が勝利し決勝へ進出）。決勝に進み惜しくも準優勝。田中将斗に敗れたものの成長ぶりを証明する試合となった。
2007年2月、和歌山県那智勝浦町の観光大使になる。得意技の那智の滝（直下式ダイビング・フットスタンプ）に関連している。同7月には、「世界遺産プロレス 熊野・那智伝説 格闘ロマンチック街道の旅」と題し青岸渡寺三重塔前特設リングでプロレス興行を開催した。
2008年12月22日の『あいのり』放送分より、ニックネーム「レスラー」として新メンバーに加わり、2009年3月23日放送の最終回まで出演した（2008年12月17日のZERO1興行後に「俺がこのままじゃ今のZERO1は救えない。だから新たな地で一から自分に足りないものを見つけてきます」と発言し、その後欠場となったが、2009年1月29日にZERO1興行に復帰した）。
2009年3月29日、ZERO1靖国神社大会で世界ヘビー級王座を獲得した。7月1日にベルトは田中に明け渡すものの、同年の火祭りでは決勝でライバルの耕平を下し初優勝を果たした。
2013年、10月から11月にかけて開催されたプロレスリング・ノアのグローバル・リーグ戦に初出場。
2014年8月3日、火祭りでKAIを下し優勝。10月17日、火祭り覇者として世界ヘビー級王者の佐藤耕平、UNヘビー級王者の鈴木秀樹との間で完全決着方式の3WAYマッチを行い、勝利した。試合後、VOODOO-MURDERSとの共闘を示唆し、「この腐った会社を変えていく」と発言しヒールターンした。
2015年8月13日に新プロジェクト「プロレスリングLAND'S END」を新木場1stRINGで開催。海外発信を視野に入れたプロジェクトで、大会開催時には香港での大会が決まっていた。崔と縁のある韓国やイギリスでも大会を予定しており団体としては大阪府の和菓子店とのコラボなども行っている。
2016年1月23日、新木場大会のKAMIKAZE戦をもって退団。プロレスリングLAND'S ENDの旗揚げを表明。ZERO1には不定期参戦となる。現在は全日本プロレスや大日本プロレスを中心に参戦。
2016年3月31日、札幌のコンカリーニョでプロレスリングLAND'S ENDを団体化して旗揚げ戦を開催。鶴見や横浜でも大会を行い旗揚げシリーズが終了。
2016年8月27日、全日本プロレス名古屋大会で三冠ヘビー級選手権に初挑戦（王者・宮原健斗）。10月2日、「ハードヒット〜Best of super grapplers」にて、グラップリングルールでNEXT CONTENDERS 1DAY Tournament優勝者の松本崇寿と対戦。

## 得意技
とても反骨の喧嘩ファイターで、持ち味の打撃系などをペースに試合の流れを作りあげる。技名に関しては、それぞれの地名に因んだものがモチーフとなっている。

### フィニッシュ・ホールド
シドマス
リストクラッチ垂直落下式投げっぱなしバックドロップ。
崔のメインの主なフィニッシュ・ムーブ。IからIVまでバリエーションが存在する。技名は、崔がイギリスで留学した地名(en:Sidmouth)から名づけた。
相手の背後から相手の右腕を正面でつかんで、相手の股を通して左手をクラッチする。そのままの状態で後方へ反り投げる技。
那智の滝
いわゆる直下式ダイビングフットスタンプ。

### 打撃技
各種蹴り技
スカイキック
助走して相手の胸板に強烈に蹴りを叩き込む。
レッグラリアット
サッカーボールキック
尻餅をついている相手の背中を蹴り上げる。崔のサッカーボールキックは、スカイキックに移行すると見せかけて防御している相手の背中を蹴るというパターンも存在する。
赤川鉄橋
コーナーにもたれ掛かっている相手の腹部にランニング・ニーアタックを叩き込む。

### 投げ技
バックドロップ
崔のバックドロップは、通常盤や抱え上げ式の2種類を使用する。
垂直落下式パイルドライバー
崔が『あいのり』出演時に得意技として公表したリバース・ツームストーン・パイルドライバー風の技。しかし、実際に試合では未だ使われていない。
ローリングジャックハマー
旋回してのジャックハマー。この技で、フィニッシュになることもある。

## タイトル歴
プロレスリングZERO1
- 第4代、第10代世界ヘビー級王座
- 第5代NWA UNヘビー級王座
- 第13代、第16代、第21代NWAインターコンチネンタルタッグ王座

第13代、第16代（パートナーは佐藤耕平）、第21代(パートナーは浪口修)
- 火祭り優勝（第9回・2009年、第14回・2014年）

全日本プロレス
- 第82代、86代世界タッグ王座（パートナーはディラン・ジェイムス、ゼウス）
- 第8代アジアヘビー級王座

## 入場曲
- 初代 : The Kids Aren't Alright（オフスプリング）
- 2代目 : ELDEST

## 人物
- 大阪府大阪市出身（三重県伊勢市出生）。在日韓国人3世。プロレスリングLAND'S END所属。元週刊ゴング誌所属で現フリーの金澤克彦は「日本のプロレスラーで最も成長しているレスラーである」と評価している。[要出典]
- ファイトスタイルが自分（もしくは自分のチーム・団体）に敵対するものに即座に向かっていく一触即発型で、頭に血がのぼりやすい故に短気な性格で俗に言う“トンパチ”である。団体対抗戦の場合に先陣を切って登場するタイプである。（以前は団体対抗戦の時に崔は自軍の旗を持参しリング上で振っていた）
- イギリス留学で培った英語の経験を活かし、外国人レスラーの通訳をすることがある。また、「あいのり」では、その英語を駆使し、メンバーと現地人との意思疎通に大いに貢献していた。
- 2013年8月にリリースされたAKB48の「恋するフォーチュンクッキー」のミュージックビデオに、元プロレスラーの小橋建太、現AEWのケニー・オメガと出演し、ごくわずかではあるが、ダンスを披露している。当初は小橋と天龍源一郎が出演予定だったが、直前で天龍が試合中に負傷したため、急遽崔とケニーが出演することとなった。なお、ギャラはポカリスエット2本だったと語っている[3]。

## ケンドー新木場
ケンドー新木場（ケンドーしんきば）は、プロレスリングZERO1-MAX新木場1stRING大会（FIGHTING TV サムライの企画「S-ARENA」）に登場した剣道の胴衣を身にまとった覆面レスラー。正体は学生時代に剣道をやっていた崔領二。竹刀を持っており、異種格闘技戦などで、その腕をふるう。

## メディア出演

### テレビ
- 探偵!ナイトスクープ（ABC）（1998年10月） - イギリス留学時代に依頼者として登場して依頼内容は「カルタの達人に挑戦したい」。日本に一時帰国して挑戦したが初戦、再戦とも敗れた（ドラえもんかるたを使用）。
- あいのり（フジテレビ）（2008年12月22日 - 2009年3月23日）

### 舞台
- 2.5次元プロレス『夢幻大戦』（2017年11月27日） - イワン・シュテンドルフ役